# كبريتيد النيكل الثنائي
كبريتيد النيكل الثنائي هو مركب كيميائي صيغته NiS، ويوجد على هيئة صلب أسود اللون.

## التحضير
يحضر كبريتيد النيكل الثنائي من تفاعل كلوريد النيكل الثنائي سداسي الهيدرات مع محلول من كلوريد الأمونيوم وكبريتيد الهيدروجين:
{\displaystyle \mathrm {NiCl_{2}\cdot 6H_{2}O+H_{2}S\longrightarrow NiS+2\ HCl+6\ H_{2}O} }

## الخواص
يوجد المركب في الشروط القياسية على هيئة صلب أسود، وهو غير قابل للانحلال في الماء.

## الاستخدامات
يستخدم كبريتيد النيكل في مجال التحفيز.

## كبريتيدات أخرى
هناك مجموعة من كبريتيدات النيكل العايا التي تتبع الصيغة الكيميائية NiSx، وهناك صيغ متعددة منها مثل Ni3S2 وNiS2.